# ネイティヴトレイル
ネイティヴトレイル（Native Trail、2019年2月3日 - ）は、イギリスの競走馬。主な勝ち鞍は2021年のヴィンセントオブライエンナショナルステークス、デューハーストステークス、2022年の愛2000ギニー。

## 戦績

### 2歳（2021年）
2021年4月、タタソールズ・クレイヴン・ブリーズアップセールにおいて21万ギニーでゴドルフィンに落札された。
2021年6月11日サンダウン競馬場の未勝利戦（芝7ハロン）でデビューし、レースでは後続に4馬身差をつけ圧勝する。続く7月10日ニューマーケット競馬場のG2スーパーレイティブステークスではスタートで後手を踏むも、最後の直線で先行馬を交わして先頭に立つとマサキラの追撃をアタマ差で振り切り重傷初制覇を果たす。G1初挑戦となった9月12日のヴィンセントオブライエンステークスでは道中4番手で追走すると、残り1ハロンで先頭に躍り出ると後続に3馬身半差をつけG1初制覇を果たした。続く10月9日のデューハーストステークスでは中団追走から最後の直線で逃げ粘るドバウィレジェンドを捕らえると、後続に2馬身差つけG1競走2連勝となった。
デューハーストステークスにおけるレイティングが122となり、2021年のカルティエ賞最優秀2歳牡馬に選出された。

### 3歳（2022年）
3歳初戦となった4月13日のG3クレイヴンステークスでは道中4番手追走から鞍上のウィリアム・ビュイックが追い出して鋭く脚を伸ばすと最後はクレイモアに3馬身半差つけ快勝した。しかし、4月30日の2000ギニーステークスは先に抜け出したコロエバスを猛追したが差は詰まらず、3/4差の2着に敗れ初黒星となった。5月21日のアイリッシュ2000ギニーでは道中4・5番手追走から残り1ハロンで先頭に立つと、最後方から追い込んできたニューエナジーに1馬身3/4差つけG1競走3勝目をマークした。この後、中距離路線に矛先を変え、古馬との初対戦となった7月2日のエクリプスステークスでは4番手追走から直線で脚を伸ばすもヴァデニの3着に敗退。8月17日のインターナショナルステークスでは好位の3番手で脚を溜めるも直線で伸び切れず5着に終わった。

### 4歳（2023年）
5月5日のG2ベット365マイルで戦列に復帰し、1番人気に推されるもムタサーベクに3馬身差つけられ2着に完敗する。6月20日のクイーンアンステークスでは見せ場なく8着に沈んだ。レース後の6月23日、オーナーのゴドルフィンにより現役引退が発表された。引退後は種牡馬入りする予定である。

## 血統表
| ネイティヴトレイルの血統 | ネイティヴトレイルの血統                       | ネイティヴトレイルの血統                       | （血統表の出典）                               | （血統表の出典） |
| 父系                     | ダンジグ系                                     | ダンジグ系                                     | ダンジグ系                                     |                  |
| 父 Oasis Dream 2000 鹿毛 | 父の父Green Desert 1983 鹿毛                   | Danzig                                         | Northern Dancer                                | Northern Dancer  |
| 父 Oasis Dream 2000 鹿毛 | 父の父Green Desert 1983 鹿毛                   | Danzig                                         | Pas de Nom                                     |                  |
| 父 Oasis Dream 2000 鹿毛 | 父の父Green Desert 1983 鹿毛                   | Foreign Courier                                | Sir Ivor                                       | Sir Ivor         |
| 父 Oasis Dream 2000 鹿毛 | 父の父Green Desert 1983 鹿毛                   | Foreign Courier                                | Courtly Dee                                    |                  |
| 父 Oasis Dream 2000 鹿毛 | 父の母Hope 1991 鹿毛                           | *ダンシングブレーヴ                            | Lyphard                                        | Lyphard          |
| 父 Oasis Dream 2000 鹿毛 | 父の母Hope 1991 鹿毛                           | *ダンシングブレーヴ                            | Navajo Princess                                |                  |
| 父 Oasis Dream 2000 鹿毛 | 父の母Hope 1991 鹿毛                           | Bahamian                                       | Mill Reef                                      | Mill Reef        |
| 父 Oasis Dream 2000 鹿毛 | 父の母Hope 1991 鹿毛                           | Bahamian                                       | Sorbus                                         |                  |
| 母 Needleleaf 2013 栗毛  | 母の父Observatory 1997 栗毛                    | Distant View                                   | Mr Prospector                                  | Mr Prospector    |
| 母 Needleleaf 2013 栗毛  | 母の父Observatory 1997 栗毛                    | Distant View                                   | Seven Springs                                  |                  |
| 母 Needleleaf 2013 栗毛  | 母の父Observatory 1997 栗毛                    | Stellaria                                      | Roberto                                        | Roberto          |
| 母 Needleleaf 2013 栗毛  | 母の父Observatory 1997 栗毛                    | Stellaria                                      | Victoria Star                                  |                  |
| 母 Needleleaf 2013 栗毛  | 母の母New Orchid 2000 鹿毛                     | Quest For Fame                                 | Rainbow Quest                                  | Rainbow Quest    |
| 母 Needleleaf 2013 栗毛  | 母の母New Orchid 2000 鹿毛                     | Quest For Fame                                 | Aryenne                                        |                  |
| 母 Needleleaf 2013 栗毛  | 母の母New Orchid 2000 鹿毛                     | Musicanti                                      | Nijinsky                                       | Nijinsky         |
| 母 Needleleaf 2013 栗毛  | 母の母New Orchid 2000 鹿毛                     | Musicanti                                      | Populi                                         |                  |
| 母系(F-No.)              | (FN:4-f)                                       | (FN:4-f)                                       | (FN:4-f)                                       |                  |
| 5代内の近親交配          | Northern Dancer：S4×S5×M5×M5 Never Bend：S5×S5 | Northern Dancer：S4×S5×M5×M5 Never Bend：S5×S5 | Northern Dancer：S4×S5×M5×M5 Never Bend：S5×S5 |                  |

- 祖母New Orchidの産駒に2008年英・G1スプリントカップの勝ち馬であるAfrican Roseがいる[2]。
- 母系にはその他にDistant Music（種牡馬、祖母New Orchidの半兄）、Vanlandingham（種牡馬、曾祖母Musicantiの半兄）、Saxon Cottage（種牡馬、祖母New Orchidのいとこ）、Temperence Hill（種牡馬、高祖母Populiの半弟）等の活躍馬がいる。